# IC 1974
IC 1974 ist eine Spiralgalaxie vom Hubble-Typ Sc im Sternbild Pendeluhr am Südsternhimmel. Sie schätzungsweise 819 Millionen Lichtjahre von der Milchstraße entfernt ist und hat einen Durchmesser von etwa 100.000 Lj.

Im selben Himmelsareal befinden sich u. a. die Galaxien IC 1961 und IC 1978.
Das Objekt wurde am 14. Oktober 1894 von DeLisle Stewart entdeckt.